# Kodiaks de Camrose
Les Kodiaks de Camrose sont une équipe de hockey sur glace de la Ligue de hockey junior de l'Alberta. L'équipe est basée à Camrose dans la province de l'Alberta au Canada.

## Historique
L'équipe est créée en 1997.

## Palmarès
- Trophée Dave Duchak : 2001, 2004, 2005 et 2008.
- Coupe Rogers Wireless : 2001, 2003, 2005, 2007 et 2008.988, 1990, 1995.
- Coupe Doyle : 2001, 2003, 2005, 2007 et 2008.
- Coupe de la Banque royale : 2001.